# Željko Šeremešić
Željko Šeremešić je hrvatski pjesnik i kulturni djelatnik iz Monoštora, Vojvodina, Srbija.
Pjesme piše na ikavici šokačkih Hrvata. Autor je igrokaza „Rizanaca tvrdi nasuvo“.
Šeremešić je zastupljen u zborniku četvrtih Pjesničkih susreta, održanih 21. srpnja 2012. u Gunji. Zbornik nosi ime "Iskre vječnog sjaja". Susreti su održani u organizaciji Udruge pisaca i pjesnika „Tin Ujević“ iz Gunje. Od 32 pjesnika iz Hrvatske, Bosne i Hercegovine, Srbije i iz Brčko Distrikta, Željko Šeremešić je u skupini iz Vojvodine iz koje su još zastupljeni Kata Kovač, Marica Mikrut, Katarina Firanj, Marija Šeremešić, Anita Đipanov, Josip Dumendžić i Antun Kovač.
Sudjelovao i na drugim književnim večerima poput Na krilima pjesme i riječi u Vajskoj, koju priređuju Hrvatska kulturno pjevačka udruga „Zora“ i Mjesni odbor Demokratskog saveza Hrvata Vojvodine Vajska., okruglog stola Urbani Šokci 6
Od 2011. godine predsjednik je KUDH Bodrog, na čijem je mjestu predsjednika došao nakon predsjednice Marije Turkalj.
Na elektorskoj skupštini 2014. Hrvatskog nacionalnog vijeća Republike Srbije bio je na listi br. 1 – dr. sc. Slavena Bačića koja je dobila glasove 95 elektora, što je bilo dovoljno da Šeremešić uđe u Vijeće HNV RS.